# Greged (plaats)
Greged is een bestuurslaag in het regentschap Cirebon van de provincie West-Java, Indonesië. Greged telt 4431 inwoners (volkstelling 2010).